# Cianina
Las cianinas, también conocidas como tetrametilindo(di)-carbocianinas [cita requerida].,  es un nombre no sistemático de la familia sintética de colorantes que pertenece al grupo de polimetinas. La palabra cianina viene de la palabra inglesa cyan, la cual tiene el significado convencional de sombra azul-verdosa (similar al aqua) y se deriva del griego kyanos, que tiene significado de un color diferente: azul oscuro. La familia de las cianinas cubre el espectro electromagnético desde el infrarrojo cercano hasta el ultravioleta.
Las cianinas han sido ampliamente utilizadas en la industria. Su principal aplicación ha sido como colorantes fluorescente, particularmente biotecnología y biomedicina, sin embargo, también pueden ser encontradas en CDs y DVDs.

## Estructura
Desde el punto de vista químico, las cianinas son un sistema conjugado entre dos átomos de nitrógeno; en cada estructura resonante, un átomo de nitrógeno es oxidado a un iminio. Generalmente, forman parte de un sistema heterocíclico.

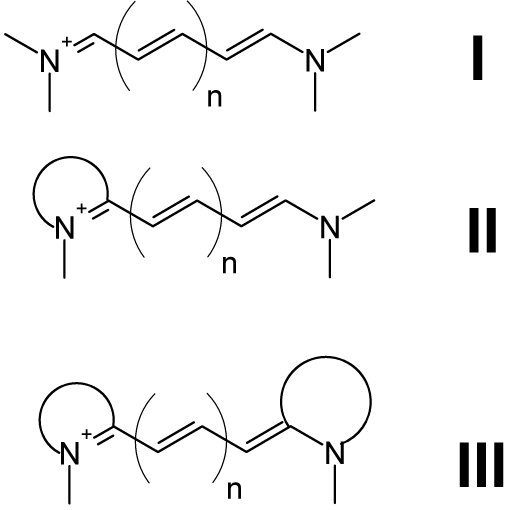
Las cianinas: I = Streptocianinas, II = Hemicianinas, III = Cianinas cerradas

Las cianinas han sido clasificadas en diversas formas.
- Streptocianinas o cianinas de cadena abierta:

R2N+=CH[CH=CH]n-NR2 (I)
- Hemicianinas:

Aryl=N+=CH[CH=CH]n-NR2 (II)
- Cianinas de cadena cerrada:

Aryl=N+=CH[CH=CH]n-N=Aryl (III)
Adicionalmente, estas tres categorías también son reconocidas 
- Neurocianinas

R2N+=CH[CH=CH]n-CN and R2N+=CH[CH=CH]n-CHO
- Merocianinas, incluyendo ¨spyropyrans¨ y ¨quinophthalones¨
- Apocianinas

## Historia y uso en industria
Las cianinas fueron sintetizadas hace más de 100 años. Originalmente fueron usadas para aumentar el rango de  sensibilidad de las emulsiones fotográficas permitiendo aumentar la cantidad de longitudes de onda que pueden ser captadas en una película fotográfica, convirtiéndola en pancromática. Las cianinas también han sido usadas en la producción de discos compactos CD-R y DVD-R. Las más usadas, de color verde o azul claro, son químicamente inestables, por esta razón los discos compactos CD and DVD no sirven para archivar información por largos períodos de tiempo. Los discos de cianina recientes contienen estabilizadores, generalmente un átomo de metal unido a una molécula de cianina, que enlentece significativamente el deterioro del disco. Estos discos son generalmente clasificados con una vida de archivo de 75 años o más. Las otras tinciónes usadas en CD-Rs son la ftalocianina y el azoderivado. 

## Uso en biotecnología
En biotecnología se han usado ciertos tipos de cianinas para etiquetar a ácidos nucleicos, proteínas, anticuerpos, péptidos, y cualquier biomolécula con el fin de visualizarlas y cuantificarlas. Estas cianinas especiales son sintetizadas a partir de las estructuras 2,3,5 o 7-metina con grupos reactivos en uno o ambos terminales de nitrógeno para que puedan unirse químicamente a ácidos nucleicos y proteínas. Las aplicaciones biológicas incluyen la hibridación genómica comparativa y los chips génicos, que son usados en la transcriptómica, y varios estudios en proteómica como localización de RNA, estudios de interacción molecular por transferencia de energía de resonancia de Förster (FRET), citometría de flujo, ensayos inmunofluorescentes y ensayos in vivo. 
Las cianinas están disponibles con diferentes modificaciones como sustituyentes metilo, etilo o butilo, grupos carboxilo, acetilmetoxi y sulfo que alteran su hidrofilicidad.
| Sonda | Ex (nm)   | Em (nm)   | PM   | Rendimiento cuántico |
| ----- | --------- | --------- | ---- | -------------------- |
| Cy2   | 489       | 506       | 714  | QY 0.12              |
| Cy3   | (512);550 | 570;(615) | 767  | QY 0.15 *            |
| Cy3B  | 558       | 572;(620) | 658  | QY 0.67              |
| Cy3.5 | 581       | 594;(640) | 1102 | QY 0.15              |
| Cy5   | (625);650 | 670       | 792  | QY 0.27              |
| Cy5.5 | 675       | 694       | 1128 | QY 0.28              |
| Cy7   | 743       | 767       | 818  | QY 0.28              |

Ex (nm): Longitud de onda  de excitación en nanómetros.
Em (nm): Longitud de onda  de emisión en nanómetros.
PM: Peso molecular
RC: Rendimiento cuántico
* Depende fuertemente de la viscosidad, temperatura e interacciones biomoleculares.

### Etiquetado de ácidos nucléicos
En experimentos de microarray las hebras de ADN y ARN son marcadas con Cy3 o Cy5 que ha sido sintetizadas para llevar un grupo reactivo de éster N-hidroxisuccinimidílico (éster NHS). Los ésteres-NHS reaccionan fácilmente con grupos amina alifática, sin embargo, los ácidos nucléicos no los contienen por lo que los nucleótidos tienen que ser modificados con grupos alilamina. Esto se hace incorporando nucleótidos modificados con alilamina durante la reacción de síntesis. Una buena proporción es una equiteta cada 60 bases, de modo que las etiquetas no estén demasiado cerca una de otra, lo que resultaría en quenching.

### Etiquetado de proteínas
Para etiquetar proteínas, las tinciones Cy3 y Cy5 pueden contener un grupo succinimidil que reacciona con las aminas, o un grupo maleimida que reacciona con los grupos sulfhidrilos de los residuos de cisteína.
Cy5 es sensible a su ambiente electrónico. Cambios en la conformación de las proteínas a las cuales está unido podrían producir tanto un aumento como una disminución del quenching. La tasa de este cambio puede ser medida para determinar la cinética enzimática. Las tinciones pueden ser usadas para propósitos similares en experimentos FRET.
Cy3 y Cy5 son usadas en experimentos de proteomica, de esta forma muestras de dos fuentes distintas pueden ser mezclados y analizados juntos a través del proceso de separación. Esto elimina las variaciones en condiciones experimentales que son inevitables si es que las muestras se analizan por separado. Estas variaciones hacen casi imposible usar computadores para automatizar la adquisición de datos luego que la separación esta completa. El uso de éstas tinciones hace que la automatización sea trivial.

## Cianinas más comunes y sus usos
Las cianinas han reemplazado ciertas tinciones convenciones como la fluoresceina y las rodaminas gracias a que pueden emitir fluorescencia más brillante y estable. 

### Cy3 y Cy5

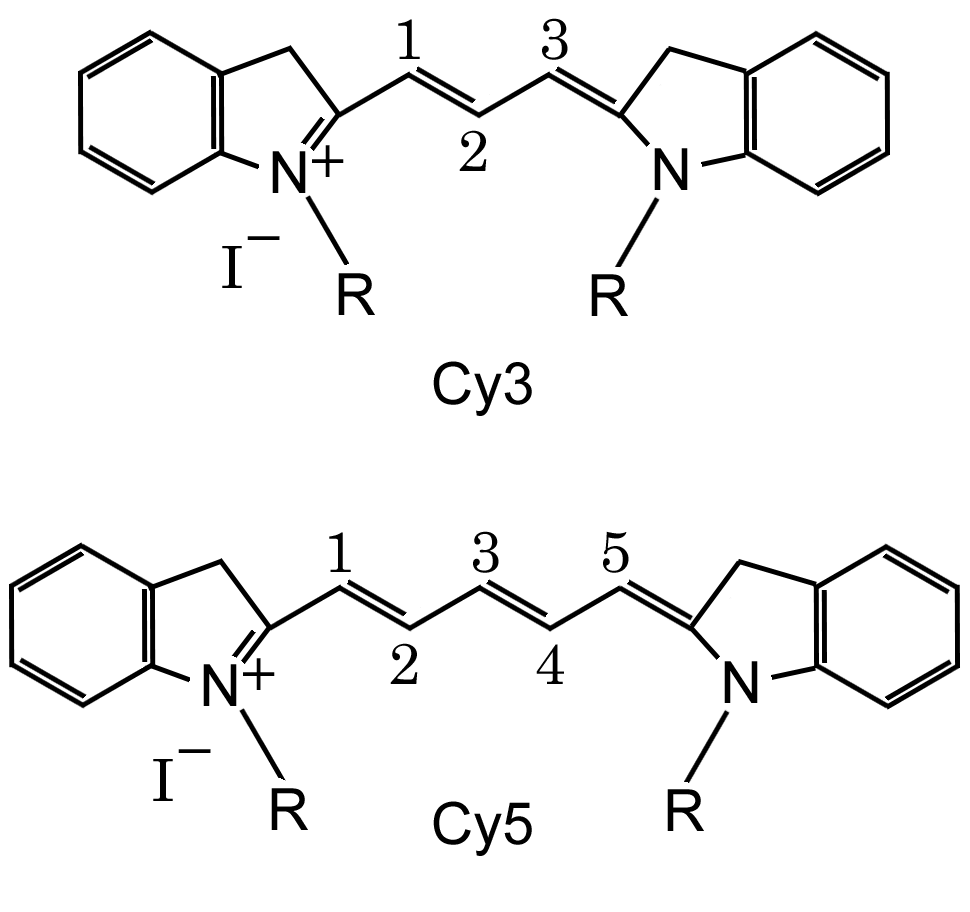
Estructura molecular de Cy3 y Cy5

Cy3 y Cy5 son las cianinas más populares y generalmente se combinan en ensayos donde se requiere detectar dos colores al mismo tiempo. 
Cy3 emite una fluorescencia de color verde-amarillo (~550 nm excitación, ~570 nm emisión), mientras que Cy5 fluoresce en el espectro del rojo lejano (~650 nm excitación, ~670 nm emisión). Cy3 puede ser detectada por varios fluorómetros, cámaras y microscopios con filtros estándar para tetrametilrodamina (TRITC). Debido a su alto coeficiente de extinción molar, esta tinción también puede ser fácilmente detectada a simple vista con electroforésis en gel y en solución. 
Cy5 se convirtió en un reemplazo popular para tinciones del rojo lejano debido a su alto coeficiente de extinción molar (se puede detectar desde 1 nanomol en electroforésis en gel a simple vista) y a su pico de emisión máxima en la región del espectro electromagnético del rojo, donde la mayoría de los detectores CCD tienen la máxima sensibilidad y los objetos biológicos generan baja interferencia de fondo. 

### Otras cianinas útiles
Muchos análogos de las cianinas estándar Cy 2 / 3 / 3.5 / 5 / 5.5 / 7 / 7.5 han sido desarrollados usando diversas modificaciones.
Cy3.5 puede reemplazar a la sulforodamina 101.
Cy5.5 emite en el infrarrojo-cercano (IR) con un máximo de excitación/emisión de 678/694 nm.
Cy7 y Cy7.5 emiten en la porción del infrarrojo-cercano que es invisible al ojo humano (máximo de excitación/emisión de 750/776 nm). Se usan en aplicaciones de imagenología in vivo.
Las tinciones de sulfo-cianina tienen uno o dos grupos sulfo, convirtiendo las tinciones Cy solubles en agua. Las formas tri- and cuadri-sulfonadas confieren aún más solubilidad en agua.  La PEGylación, que consiste en la unión covalente o no covalente de polímero de polietilenglicol, es otra modificación que confiere hidrofilidad, no solo a la tinción sino que también a la molécula conjugada. 
Otras tinciones fluorescentes como Alexa Fluor, Dylight, FluoroProbes, tinciones Sulfo Cy , tinciones Seta, tinciones IRIS y otras pueden usarse de forma intercambiable con las tinciones Cy en la mayoría de las aplicaciones biológicas confiriendo, en algunos casos, mayor solubilidad, fluorescencia y fotoestabilidad.
A pesar de que la protección de la patente para la serie de tinciones Cy ya expiró, la marca registrada del nombre Cy aún permanece. De esta forma, hoy se pueden encontrar tinciones idétincas a las Cy en el mercado pero con otros nombres.

## Nomenclatura
La nomeclatura de Cy3 y Cy5 fue originalmente propuesta por Ernst, et al en 1989, y es considerada no estándar ya que proporciona ninguna información acerca de la estructura química. En el paper original, el número designa la cuenta de metinos, y las cadenas laterales quedaban sin especificar. Debido a esta ambigüedad numerosas estructuras en la literatura son designadas como Cy3 o Cy5. 